# Tapes (pel·lícula)
Tapes és una pel·lícula espanyola de 2005 rodada pels directors José Corbacho i Juan Cruz. Ha estat doblada al català i emesa a TV3 el 15 de juny de 2007.

## Trama
La pel·lícula se centra bàsicament en un bar de tapes qualsevol (en aquest cas a Hospitalet, Barcelona). A l'amo d'aquest bar, li marxa la seva dona. Ella habitualment ocupava el lloc de la cuina, i en anar-se'n ella el marit es veu obligat a contractar un cuiner xinès. Aquest cuiner mostra una habilitat especial per a la cuina i per a l'elaboració de tapes.
Amb aquest punt de partida, la pel·lícula serà un film coral on mostra cinc històries creuades, cinc mons units en el dia a dia, amb el bar, els comerços i el mercat com a punt neuràlgic, i que ens mostren com les persones que assisteixen cada dia al local estan interconnectats entre si, encara que siguin molt diferents en edat, nacionalitat, religió o costums.

## Premis
Medalles del Cercle d'Escriptors Cinematogràfics
| Categoria                | Persona        | Resultat   |
| ------------------------ | -------------- | ---------- |
| Millor actriu secundària | Elvira Mínguez | Guanyadora |

XX Premis Goya.
| Categoria                | Persona                 | Resultat   |
| ------------------------ | ----------------------- | ---------- |
| Millor direcció novell   | José Corbacho Juan Cruz | Guanyadora |
| Millor actriu secundària | Elvira Mínguez          | Guanyadora |

Festival de Màlaga
| Categoria                           | Persona                 | Resultat   |
| ----------------------------------- | ----------------------- | ---------- |
| Biznaga d'Or al millor director     | José Corbacho Juan Cruz | Guanyadora |
| Biznaga de Plata a la millor actriu | Elvira Mínguez          | Guanyadora |

50a edició dels Premis Sant Jordi de Cinematografia
| Categoria          | Persona                 | Resultat   |
| ------------------ | ----------------------- | ---------- |
| Millor òpera prima | José Corbacho Juan Cruz | Guanyadora |

XV Premis de la Unión de Actores.
| Categoria                | Persona        | Resultat   |
| ------------------------ | -------------- | ---------- |
| Millor actriu secundària | Elvira Mínguez | Guanyadora |

Festival Internacional de Cinema de Montréal
| Categoria   | Persona                 | Resultat   |
| ----------- | ----------------------- | ---------- |
| Millor guió | José Corbacho Juan Cruz | Guanyadora |

- Segons les dades fetes públiques per TVE, la pel·lícula Tapes va ser l'espanyola més vista de l'any 2010 amb més de 3.800.000 espectadors i gairebé un 19 per cent de quota de pantalla.[9]

## Curiositats
- José Corbacho i Juan Cruz són amics des de la infància, i han decidit filmar la seva primera pel·lícula en el barri on es van criar, a Santa Eulàlia a la ciutat de L'Hospitalet de Llobregat
- "Banda sonora amb les lletres grans"[10] on a més de la música original del film composta per Pablo Sala,[11] se sumen cançons pròpies d'artistes com l'hospitalenc Antonio Orozco,[12] Los Chichos, El Q Baila, Caníbala, VinoDelFin, Sicomoro i Estéreos, cançons en la seva majoria compostes exclusivament per la pel·lícula.